# Littoraria pallescens
Littoraria pallescens is een slakkensoort uit de familie van de Littorinidae. De wetenschappelijke naam van de soort is voor het eerst geldig gepubliceerd in 1846 door Philippi.